# Дујо Рикић
Душан  Дујо Рикић (Прибој, код Тузле, 1918 – Шековићи, 1. фебруар 1943), учесник Народноослободилачке борбе и народни херој Југославије.

## Биографија
Родио се у Прибоју код Тузле 1918. године у сиромашној сеоској породици. Основну школу завршио је у мјесту рођења гдје је, немајући финансијских средстава за наставак школовања, остао да се бави земљорадњом. Пред рат је радио као рудар у руднику Мајевица. Учествовао је у штрајку рудара 21. октобра 1939. године и 15. фебруара 1941. године због неисплаћених надница и несташице животних намирница.
Био је међу првим партизанима на Мајевици када је почео Други светски рат. Истакао се у борбама против усташа на Јелици и приликом уништења жандармеријске станице у Шибошници. Због тога је у новембру 1941. године постављен за десетара, а затим и за заменика командира чете. Примљен је у Комунистичку партију Југославије крајем 1941. године. Учествовао је, 20. фебруара 1942. у борби против четника у Вукосавцима када су напали штаб Мајевичког партизанског одреда. У борби на Малешевцима, 28. новембра 1942. командовао и имао важну улогу у разбијању четничког упоришта. Након овог боја, Дујо је постављен у штаб Првог батаљона, Мајевичког партизанског одреда. У борби са Немцима на Цапардима 25. јануара 1943. је предводио јуриш и том приликом је тешко рањен. Умро је од задобијених рана 1. фебруара 1943. године у партизанској болници у Шековићима.
Указом Президијума Народне скупштине ФНР Југославије, 5. јула 1951. године, проглашен је за народног хероја.